# لین دیویس (بازیگر)
لین دیویس (انگلیسی: Lane Davies؛ زادهٔ ۳۱ ژوئیهٔ ۱۹۵۰) بازیگر تئاتر، بازیگر تلویزیون و بازیگر سینما اهل ایالات متحده آمریکا است.
از فیلم‌ها یا برنامه‌های تلویزیونی که وی در آن نقش داشته‌است می‌توان به دالاس اشاره کرد.